# 波兰陆军脱编部队

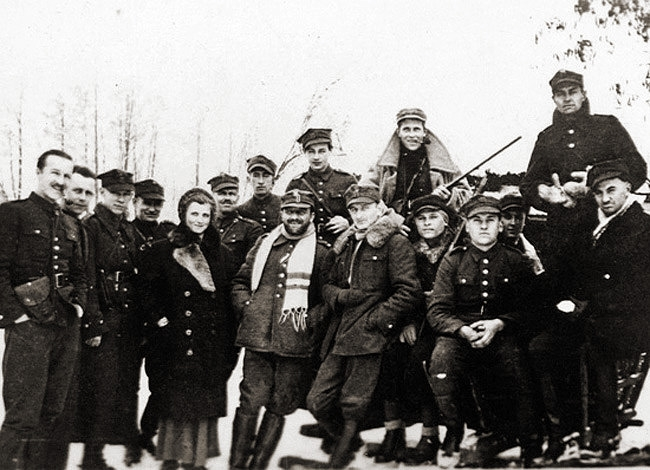
亨利克·多布赞斯基和他的士兵，1939/1940年冬天

波兰陆军脱编部队（波蘭語：Oddział Wydzielony Wojska Polskiego）是二战中的一支波兰反納粹德國游击武装。该部队活跃于凱爾采縣和聖十字山脈一帶，該部隊由亨利克·多布赞斯基（化名Hubal）少校指挥，由于指挥官名气很大，这支部队也被称作Hubal队或Hubal游击队（Hubalczycy）。
保罗·拉托斯基表示，该部队立下了多次战功，但也招致了当地平民被“残忍报复”。德国人最终在1940年春季消滅了该部队，“多布赞斯基被殺，但也让他的部队留下了一段游击传奇”。

## 行动
1939年9月末，就在德国入侵波兰期间，波兰陆军脱编部队就诞生了，人员主要来自第110后备骑兵团。部队由第110团副团长亨利克·多布赞斯基少校指挥。多布赞斯基还有个绰号叫做“Hubal”，所以他的部队最终也得名“Hubal部队”或“Hubal游击队”。但多布赞斯基本人则将自己的部队称作“波兰陆军脱编部队”，对该名称的首次记载出现于9月24日，当时该部队正位于沃兹纳维斯附近。
Hubal最初的作战目标是支援华沙战事，但首都在9月28日即宣告投降，當時Hubal的部队还没赶到。此時Hubal麾下的180人中有大约50人願意继续作战。接着Hubal决定经匈牙利或羅馬尼亞将部队撤至法国。1939年10月1日，Hubal游击队在沃姆扎附近横渡维斯瓦河，开始向聖十字山脈进军。次日，一直避免与德军交战的Hubal游击队发动了首次进攻，成功伏击了一支陷入泥沼的德军车队。此后，Hubal决定让部队停留在圣十字山脉地区，等待盟军援兵。Hubal希望能保持，甚至增强部队的核心官兵的战斗力，盼望着自己的部队成为未來反攻中的一大力量，他以为这场反攻真的会随时到来。大约在10月末，因部分官兵奉命分散行动，以及很多人员无心恋战，他的部队减员至几十人，甚至据说只剩11人。
截至1939年12月，该部队又扩军至250人（但也有资料称该部队在1939年里始终都只有几十人）。当地百姓基本都拥戴且支持该游击武装，Hubal甚至还因训练和军粮问题拒绝过一些想加入部队的志愿者。该部队活跃于凯尔采和拉多姆地区，“在与德军安全部队的交战中取得过一些胜利”。1940年3月，据称该部队已有逾320名士兵。该部队令德占波兰当局十分为难，他们于1940年初开始将剿灭Hubal游击队定为优先事项。3月末，德占波兰地区的党卫队最高领袖兼警察总指挥弗里德里希-威廉·克鲁格在凯尔采地区集结起了约5000人的党卫军和警察部队，企图全歼波兰游击队。由于党卫军和德國国防军间的隔阂，他并未将计划告知当地的德國国防军将领。3月29至30日夜间，在确定了Hubal游击队的位置后，51警察营（Polizei-Bataillon 51）奉命前去剿滅，在Hucisko村与驻守于此的游击队发生交火，但德军的进攻被游击队所击退，波兰人成功撤离。在当时规模大约为100人的游击队中，有11人阵亡，10人负伤，而规模达数百人的德军方面则有约100人伤亡，还损失了6台车辆。Hubal之后决定，必须将部队撤出战斗，在接下来的几天里，除了与德军发生了零星的小规模战斗以外，他们成功全身而退。德军在当地发动的平定游击队行动造成了超过1200名村民死亡。
1940年4月30日，Hubal游击队在奧波奇附近的阿涅林周边地区遭遇德军伏击。这场交火的规模算不上大，只造成波方两人伤亡，但这两人中就包括Hubal本人。在Hubal阵亡后，Hubal游击队减少了作战行动，最终于同年6月24至25日解散。

## 遗产和意义
屡立战功的多布赞斯基部队成为了一支人们心目中的传奇力量，“Hubal”也成了战争初期名声最响亮的波兰游击队领袖。有资料称Hubal游击队是自战争爆发以来波兰陆军中存活及活跃时间最长的部队。
Hubal与他的部队的故事也成了一些文学作品的主题，比如梅尔基奥尔·万科维奇所写的《Hubal游击队》（Hubalczycy，1946年）。1973年的电影《Hubal》也讲述了该游击队的作战故事。有人说Hubal是波兰最后的“浪漫主义英雄”，将他与罗宾汉、威廉·泰爾、捣蛋鬼提尔以及大卫·克洛科特相提并论。